# Kawhi Leonard
Kawhi Anthony Leonard, "The Claw", (IPA: /kəˈwaɪ/), född 29 juni 1991 i Los Angeles i Kalifornien, är en amerikansk basketspelare som spelar small forward för Los Angeles Clippers sedan 2019.
Från NBA-debuten 2011 till 2018 spelade han för San Antonio Spurs. Där var han med och blev NBA-mästare 2014 efter vinst över Miami Heat med 4–1 i matcher. Leonard utsågs till finalens mest värdefulla spelare, NBA Finals MVP. Säsongen 2017/2018 missade Leonard till stor del, på grund av skada. Efter säsongen bytte han lag till Toronto Raptors.
Med Toronto Raptors vann Leonard sin andra NBA-titel, trots att detta var hans första säsong med laget. Leonard utsågs även denna gång till finalspelets viktigaste spelare, NBA Finals MVP.
Den 10 juli 2019 skrev han officiellt på ett treårigt kontrakt med Los Angeles Clippers värt $103m.